# Haras de la Vendée
 (janvier 2016).
Si vous disposez d'ouvrages ou d'articles de référence ou si vous connaissez des sites web de qualité traitant du thème abordé ici, merci de compléter l'article en donnant les références utiles à sa vérifiabilité et en les liant à la section « Notes et références ».
Le Haras de la Vendée s’étend sur 4,5 ha au cœur de La Roche-sur-Yon, préfecture du département français de la Vendée, en région Pays de la Loire. Ce haras départemental abrite encore aujourd’hui une antenne de l'Institut français du cheval et de l'équitation. Sa vocation première est d’être un pôle patrimonial, culturel et touristique lié au cheval et un lieu à la disposition des acteurs de la filière équestre Vendéenne.

## Historique
En 1665, Colbert crée les haras royaux pour le compte du roi Louis XIV. La vocation des haras sera longtemps militaire, relançant la production chevaline pour les troupes armées. L’administration des haras aura donc pour mission d’élever des étalons et d’améliorer les races équines.
En 1806, Napoléon promulgue le décret de Saint-Cloud. Celui-ci établit 6 arrondissements sur le territoire français, 6 haras et 30 dépôts. Une demande de dépôt d’étalons est faite par le Conseil Général de la Vendée et la municipalité de La Roche-sur-Yon (Napoléon à cette époque). Une étude pour implanter 12 chevaux est menée mais rejetée par l’empereur.
1842 est l’année qui donnera à la ville de La Roche sur Yon un dépôt d’étalons grâce à une ordonnance du roi Louis-Philippe. Les travaux commenceront en 1843 et s’achèveront en 1846, année d’ouverture du haras. À cette époque, seule la maison du directeur, la sellerie d’honneur, et les deux écuries sud sont construites. Entre 1876 et 1904, les besoins se font plus importants et cinq nouvelles écuries permettent de stationner jusqu’à 220 étalons au sein du dépôt de la Roche sur Yon.
L’architecture du Haras de la Vendée est de style néo-classique. Cette linéarité donnée aux bâtiments renvoie à la 1re révolution industrielle, lorsque l’intérêt premier était de pouvoir stationner le maximum de chevaux.

## Le Haras aujourd’hui

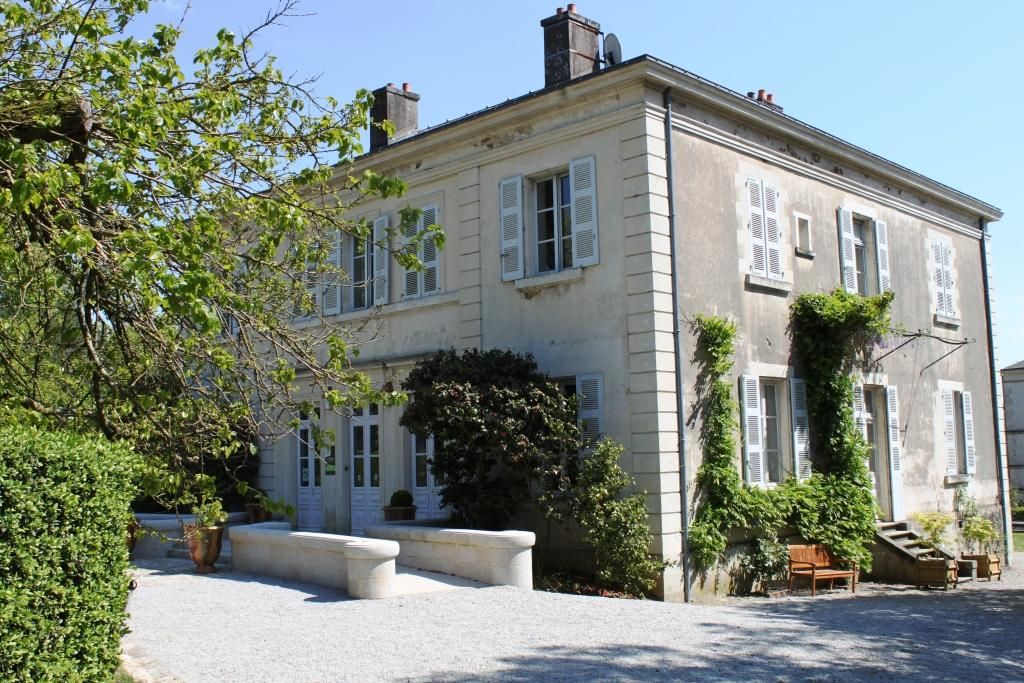
Façade Nord Ouest de la Maison du directeur du Haras de la Vendée

Longtemps nommé « Haras National de La Roche-sur-Yon », ce site patrimonial est devenu en 2008 le « Haras de la Vendée ». Il représente l’une des principales richesses patrimoniales de La Roche-sur-Yon[réf. souhaitée]. Ce site est également un carrefour pour toutes les associations de la filière cheval[Selon qui ?], volonté du Conseil Départemental de la Vendée et des Haras Nationaux lorsque le Département de la Vendée a repris la propriété du Haras en 2006.
En 2005, les Haras nationaux, dans une politique de restructuration et de diminution du nombre de leurs établissements, ont fait appel aux collectivités territoriales et organisations socioprofessionnelles afin qu’elles leur proposent un projet innovant dans le but de pérenniser chacun des sites. Le Conseil Général de la Vendée a pour sa part élaboré un projet touristique et patrimonial.

### Activité du Haras de la Vendée depuis 2006

#### Un site culturel, patrimonial et touristique

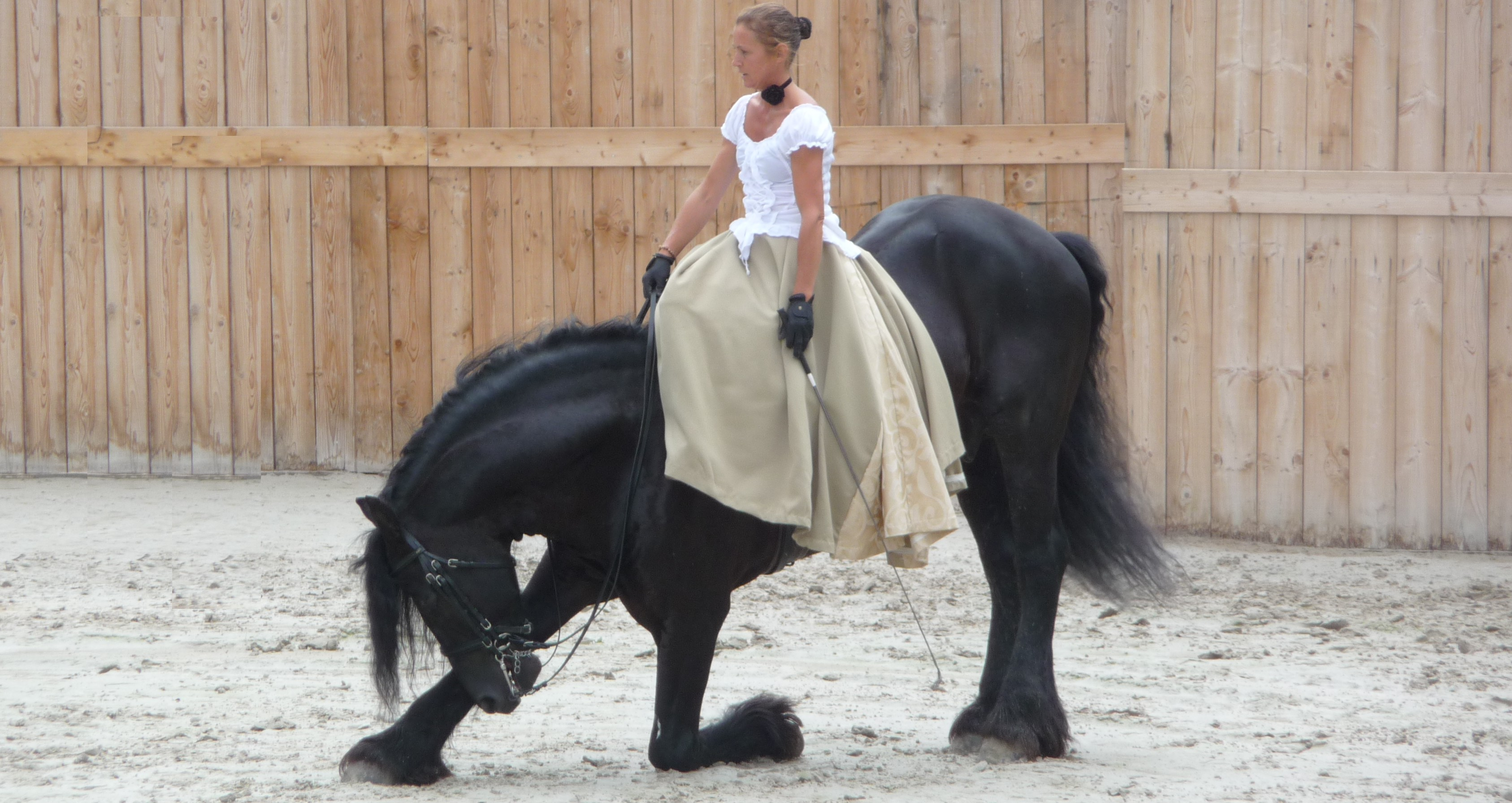
Démonstrations équestres

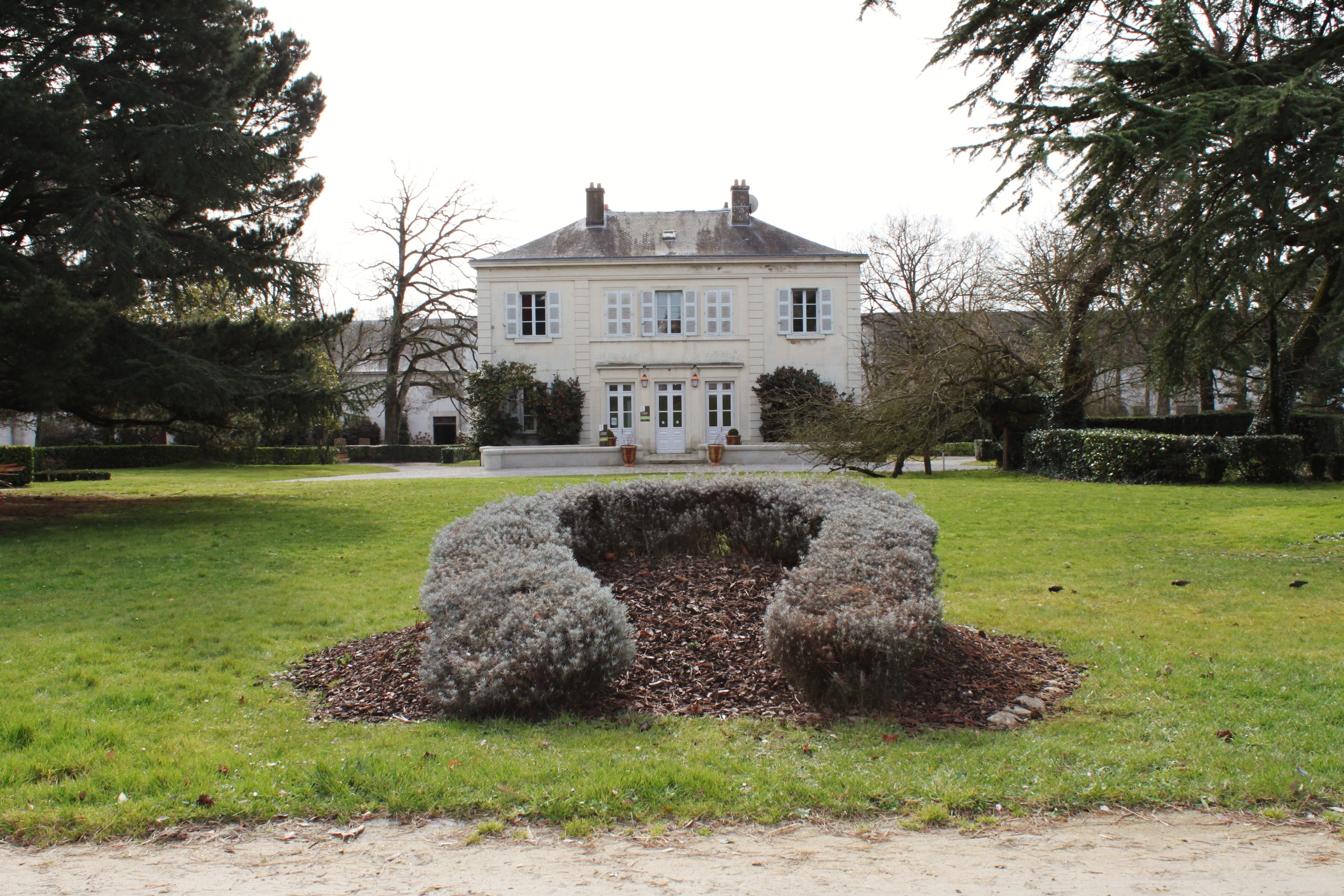
Façade Nord du Haras de la Vendée

Le Haras appartient au département et c’est ce dernier qui gère directement l’activité touristique et culturelle proposée. Le public touristique et scolaire y est donc accueilli tout au long de l’année. Les visites guidées du haras englobent l’historique du haras, son fonctionnement, ses infrastructures, le conservatoire de chevaux du monde qu’il abrite, les métiers artisanaux toujours pratiqués dans les ateliers et la découverte des voitures hippomobiles des Haras nationaux. Le site propose des démonstrations équestres quotidiennes au printemps et en été, ainsi que des ateliers pédagogiques pour petits et grands. Des balades en voiture hippomobile sont organisées tous les jours d’ouverture de la saison. En juillet et août, du dimanche au vendredi, un spectacle équestre est donné au sein des 4,5 hectares de verdure.
Le Haras est également un lieu de rencontres et d’échanges pour tous les membres de la filière cheval. Il accueille également des évènements sportifs et culturels comme des concours de dressage, d’élevage et d’équitation de travail. Des manifestations sont organisées en partenariat avec les associations d’éleveurs vendéennes, soit des présentations de chevaux, des concours d’étalons, les trophées du cheval vendéen…

#### Le Haras, un centre de formation

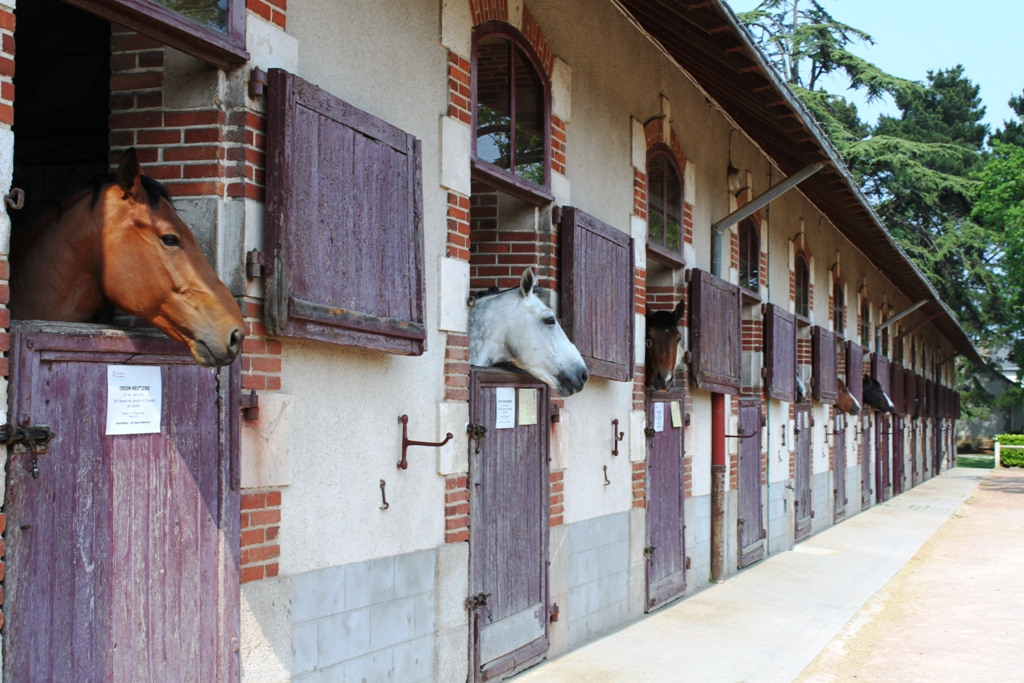
Ecurie des étalons des Haras Nationaux au Haras de la Vendée

Le Haras de la Vendée est aussi un centre de formations. L’atelier de sellerie, réputé sur toute France, attire les professionnels du cheval et son formateur des Haras nationaux, meilleur Ouvrier de France, y accueille chaque année des élèves en formation CAP sellier-harnacheur.